# Circonscription de Youssoufia
La circonscription de Youssoufia est la circonscription législative marocaine de la province de Youssoufia située en région Marrakech-Safi. Elle est représentée dans la Xe législature par Mouloud Mahria et Youssef Rouijel.

## Historique des députations
| Législature | Début de mandat  | Fin de mandat    | Députés élus | Députés élus         | Députés élus | Députés élus          |
| ----------- | ---------------- | ---------------- | ------------ | -------------------- | ------------ | --------------------- |
| IXe         | 26 novembre 2011 | 7 octobre 2016   |              | Hafid Ettarabi (PPS) |              | Ahmed El Aajili (RNI) |
| Xe          | 8 octobre 2016   | 8 septembre 2021 |              | Mouloud Mahria (PJD) |              | Youssef Rouijel (PAM) |
| XIe         | 9 septembre 2021 | ?                |              | Hassan El Bahi (PI)  |              | Youssef Rouijel (PAM) |

## Historique des élections

### Découpage électoral d'octobre 2011

#### Élections de 2016
| Parti       | Parti                                         | Voix    | %      | Député(s) élus  |  |
| ----------- | --------------------------------------------- | ------- | ------ | --------------- |  |
|             | Parti de la justice et du développement (PJD) | 11 756  | 25,11  | Mouloud Mahria  |  |
|             | Parti authenticité et modernité (PAM)         | 10 582  | 22,60  | Youssef Rouijel |  |
|             | Union constitutionnelle (UC)                  | 9 753   | 20,86  |                 |  |
|             | Rassemblement national des indépendants (RNI) | 5 288   | 11,29  |                 |  |
|             | Parti du progrès et du socialisme (PPS)       | 4 056   | 8,66   |                 |  |
|             | Parti de l'Istiqlal (PI)                      | 3 144   | 6,71   |                 |  |
|             | Front des forces démocratiques (FFD)          | 966     | 2,06   |                 |  |
|             | Union socialiste des forces populaires (USFP) | 491     | 1,05   |                 |  |
|             | Fédération de la gauche démocratique (FGD)    | 345     | 0,74   |                 |  |
|             | Parti des Néo-Démocrates (PND)                | 155     | 0,33   |                 |  |
|             | Mouvement démocratique et social (MDS)        | 107     | 0,23   |                 |  |
|             | Parti de la société démocratique (PSD)        | 96      | 0,21   |                 |  |
|             | Parti de la réforme et du développement (PRD) | 87      | 0,19   |                 |  |
|             |                                               |         |        |                 |  |
| Inscrits    | Inscrits                                      | 106 077 | 100,00 |                 |  |
| Abstentions | Abstentions                                   | 59 251  | 56,93  |                 |  |
| Exprimés    | Exprimés                                      | 46 826  | 43,07  |                 |  |

#### Élections de 2021
| Parti       | Parti                                                       | Voix    | %      | Députés élus    |  |
| ----------- | ----------------------------------------------------------- | ------- | ------ | --------------- |  |
|             | Parti authenticité et modernité (PAM)                       | 19 120  | 27,24  | Youssef Rouijel |  |
|             | Parti de l'Istiqlal (PI)                                    | 16 011  | 22,81  | Hassan El Bahi  |  |
|             | Rassemblement national des indépendants (RNI)               | 14 144  | 20,15  |                 |  |
|             | Mouvement populaire (MP)                                    | 9 106   | 12,97  |                 |  |
|             | Union constitutionnelle (UC)                                | 5 030   | 7,16   |                 |  |
|             | Parti de la justice et du développement (PJD)               | 1 505   | 2,14   |                 |  |
|             | Union socialiste des forces populaires (USFP)               | 1 366   | 1,95   |                 |  |
|             | Parti de l'équité (PRE)                                     | 624     | 0,89   |                 |  |
|             | Parti du progrès et du socialisme (PPS)                     | 598     | 0,85   |                 |  |
|             | Parti de l'environnement et du développement durable (PEDD) | 588     | 0,84   |                 |  |
|             | Alliance de la fédération de gauche (AGD)                   | 401     | 0,57   |                 |  |
|             | Parti de la liberté et de la justice sociale (PLJS)         | 290     | 0,41   |                 |  |
|             | Parti des Néo-Démocrates (PND)                              | 273     | 0,39   |                 |  |
|             | Parti de l'unité et de la démocratie (PUD)                  | 267     | 0,38   |                 |  |
|             | Parti démocratique de l'indépendance (PDI)                  | 196     | 0,28   |                 |  |
|             | Parti socialiste unifié (PSU)                               | 170     | 0,24   |                 |  |
|             | Parti de l'Espoir (PE)                                      | 135     | 0,19   |                 |  |
|             | Parti de la renaissance (PAN)                               | 129     | 0,18   |                 |  |
|             | Parti vert marocain (PVM)                                   | 129     | 0,18   |                 |  |
|             | Parti de la réforme et du développement (PRD)               | 121     | 0,17   |                 |  |
|             |                                                             |         |        |                 |  |
| Inscrits    | Inscrits                                                    | 116 000 | 100,00 |                 |  |
| Abstentions | Abstentions                                                 | 45 797  | 39,48  |                 |  |
| Exprimés    | Exprimés                                                    | 70 203  | 60,52  |                 |  |